# كيارية
كيارية قرية سوريّة تتبع إداريّاً لمحافظة حلب منطقة منبج ناحية خفسة، بلغ تعداد سكانها (1,218) نسمة حسب التعداد السكاني لعام 2004.